# Drosophila orthoptera
Drosophila orthoptera är en tvåvingeart som först beskrevs av Elmo Hardy 1965.  Drosophila orthoptera ingår i släktet Drosophila och familjen daggflugor.
Artens utbredningsområde är Hawaii.